# Stanisław Wąsowicz
Stanisław Wąsowicz herbu Łabędź (zm. ok. 1580 roku) – dworzanin królewski w 1564 roku, rotmistrz jazdy.
Poseł województwa sandomierskiego na sejm parczewski 1564 roku, sejm koronacyjny 1576 roku, sejm 1576/1577 roku.
Był wyznawcą kalwinizmu.